# Digboi Oil Town
Digboi Oil Town là một thị trấn thống kê (census town) của quận Tinsukia thuộc bang Assam, Ấn Độ.

## Nhân khẩu
Theo điều tra dân số năm 2001 của Ấn Độ, Digboi Oil Town có dân số 16.584 người. Phái nam chiếm 52% tổng số dân và phái nữ chiếm 48%. Digboi Oil Town có tỷ lệ 82% biết đọc biết viết, cao hơn tỷ lệ trung bình toàn quốc là 59,5%: tỷ lệ cho phái nam là 84%, và tỷ lệ cho phái nữ là 79%. Tại Digboi Oil Town, 10% dân số nhỏ hơn 6 tuổi.